# Antigua Casa de Moneda de México

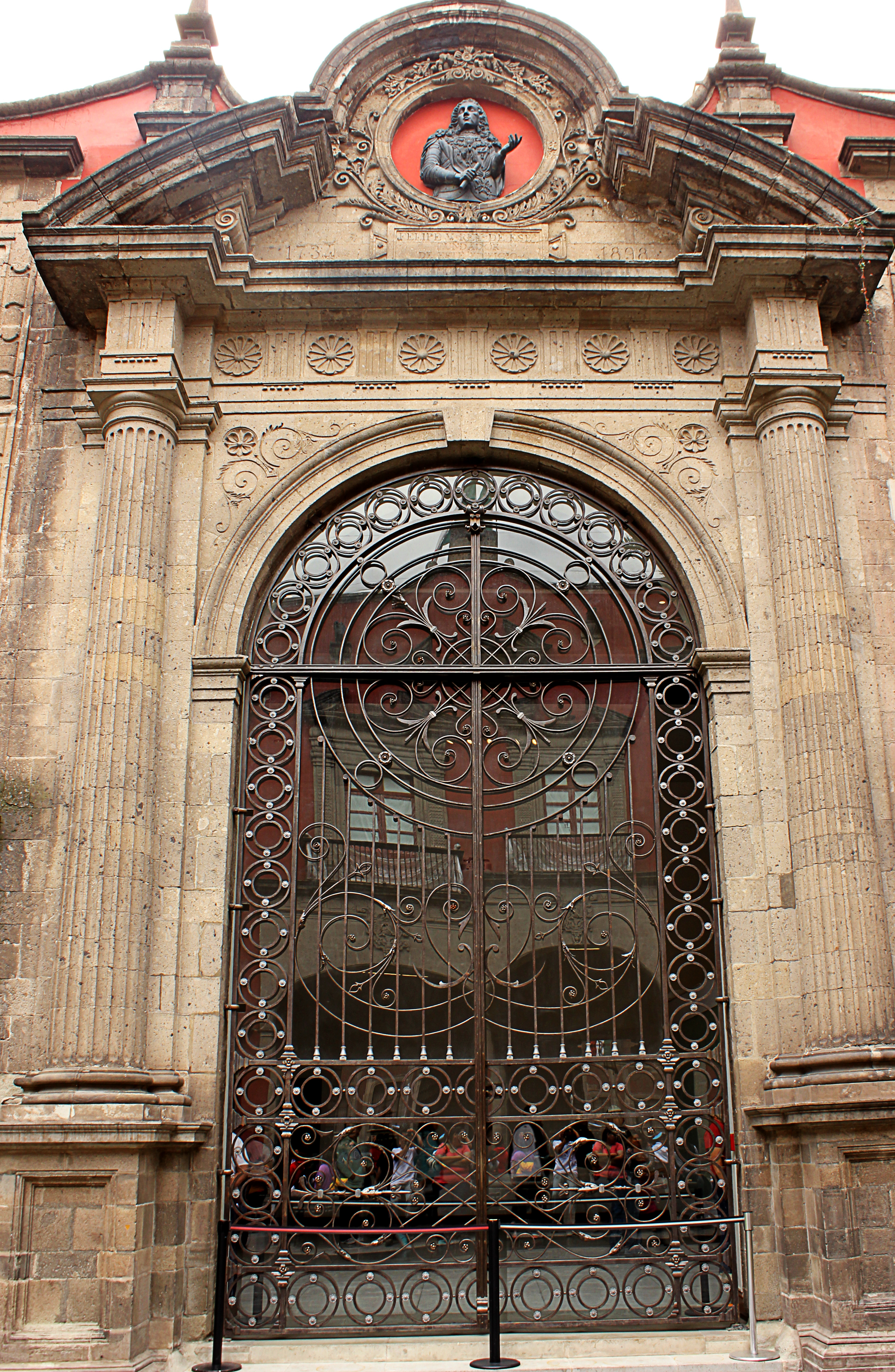
Fachada del salón de la fragua.

El edificio de la Antigua Casa de Moneda está ubicado en el Centro Histórico de la Ciudad de México. Fue la sede de la Real Casa de Moneda durante el periodo de 1570 a 1850. Fue la tercera sede de esta institución y se ubica en el costado norte del Palacio Virreinal y dio nombre a la Calle de Moneda, donde se ubica el edificio.
En la actualidad, alberga al Museo Nacional de las Culturas, administrado por el Instituto Nacional de Antropología e Historia.

## Historia
Durante la conquista de México, esta casa, así como el resto del Palacio de Moctezuma, fue destruido casi en su totalidad. Este sitio formó parte de los lugares de que se apropió Hernán Cortés quien reconstruyó el complejo con parte de los materiales de los edificios antiguos.
Originalmente las operaciones de acuñación de la Real Casa de Moneda se habían establecido desde su fundación en 1535 en la parte posterior de las llamadas "casas viejas de Moctezuma", también propiedad de Hernán Cortés y por las que el gobierno virreinal pagaba una renta, ubicadas en el sitio que hoy ocupa la casa matriz del Nacional Monte de Piedad. En 1569 el gobierno adquirió al segundo marqués del Valle, Martín Cortés la propiedad al noreste del nuevo palacio virreinal en las antiguas "casas nuevas de Moctezuma" con el fin de establecer la casa de moneda. Las obras se realizaron bajo la dirección del maestro mayor Miguel Martínez, entre 1570 y 1572, empleando para este fin los materiales procedentes de la demolición de las atarazanas mandadas construir por Cortés. Aquí funcionó desde entonces bajo el régimen de "asiento" o concesión a personas que adquirían en remate los distintos oficios. Esta ceca es responsable del nombre de la calle que de llamarse "del Arzobispado" pasó a ser "de Moneda". 
En 1729 la Corona retomó la administración directa de la Casa de Moneda y se introdujo nueva maquinaria, para lo cual se realizaron diversas ampliaciones y modificaciones entre 1732 y 1734 de acuerdo al proyecto de su nuevo director, Nicolás Peinado Valenzuela. en 1731 se inició la obra a cargo de los arquitectos Pedro de Arrieta y Manuel de Herrera. La edificación presentó muchos defectos, por lo que a la muerte de Herrera, en 1733, su hijo José Eduardo de Herrera ejecutó una nueva traza para corregir los errores que se habían cometido. La fachada del edificio fue diseñada por el ingeniero militar Luis Diez de Navarro y elaborada por el maestro en cantería Bernardino de Orduña. El edificio fue ampliado nuevamente entre 1772 y 1779 por Miguel Constanzó, Lorenzo Rodríguez y José Damián Ortiz de Castro.
En 1778 el grabador y tallador mayor Jerónimo Antonio Gil estableció una escuela de grabado en un anexo del edificio. El buen éxito obtenido llevó a Gil a proponer la creación en 1781 de la Academia de San Carlos, inicialmente en la misma ceca, hasta que en 1791 se trasladó a un local propio en el antiguo hospital del Amor de Dios.
A raíz de la independencia de México, la ceca pasó a llamarse por breve tiempo Imperial Casa de Moneda de México, y posteriormente Casa Nacional de Moneda. En 1847 el gobierno arrendó la Casa de Moneda a una compañía inglesa, la MacKintosh Mint Company. En 1848 esta empresa se trasladó a la antigua Casa del Apartado (actual Museo Numismático Nacional), y el edificio original fue utilizado como cuartel, Ministerio de Hacienda, Suprema Corte de Justicia de la Nación, así como bodega de la biblioteca y archivo de la Universidad.